# Matthew Quick
Matthew Quick (Oaklyn, 23 de octubre de 1973) es un escritor estadounidense de ficción para adultos y jóvenes. Su primera novela en 2008, The Silver Linings Playbook, se convirtió en un bestseller de la lista del New York Times y fue adaptada al cine en 2012 con el mismo nombre, por David O. Russell y protagonizada por Bradley Cooper y Jennifer Lawrence, llegando a ser nominada a ocho Oscars.

## Biografía
Quick creció en Oaklyn (Nueva Jersey) y se graduó en el Collingswood High School. Es licenciado en Literatura Inglesa y Educación Secundaria por la Universidad La Salle y tiene un máster en Bellas Artes por el Goddard College. Quick enseñó literatura de secundaria en el sur de Nueva Jersey durante varios años, antes de dejar su trabajo como profesor titular de inglés en Haddonfield, Nueva Jersey, para escribir su primera novela Quick vivió en Massachusetts durante varios años; él y su esposa, la novelista y pianista Alicia Bessette, viven ahora en los Outer Banks de Carolina del Norte. Recibió un doctorado honoris causa en Letras Humanas de La Salle en 2013.

## Premios y reconocimientos
Quick fue finalista de un premio PEN/Hemingway en 2009 y su obra se ha traducido a varios idiomas.  También en 2009 ganó el premio Goodreads al mejor autor. Desde entonces ha publicado siete novelas más, con las que ha conseguido un puesto clave entre los autores bestseller de The New York Times.
Quick fue finalista de la lista de las 100 personas más influyentes de TIME en 2013.The Hollywood Reporter lo nombró uno de los 25 autores más poderosos de Hollywood.